# Eriosema strictum
Eriosema strictum är en ärtväxtart som beskrevs av George Bentham. Eriosema strictum ingår i släktet Eriosema och familjen ärtväxter. Inga underarter finns listade i Catalogue of Life.